# 趙繼泰
趙繼泰（?—?），安徽省安慶府太湖縣人，清朝政治人物、進士出身。
光緒十五年（1889年），参加光緒己丑科殿試，登進士二甲102名。同年五月，著主事，分部学习。